# فرودگاه کارلتن پلیس
فرودگاه کارلتن پلیس (به انگلیسی: Carleton Place Airport) یک فرودگاه خصوصی است که یک باند فرود چمن دارد و طول باند آن ۶۸۳ متر است. این فرودگاه در کشور کانادا قرار دارد و در ارتفاع ۱۳۷ متری از سطح دریا واقع شده‌است.